# Malaxis ochreata
Malaxis ochreata là một loài thực vật có hoa trong họ Lan. Loài này được (S.Watson) Ames mô tả khoa học đầu tiên năm 1922.